# Habenaria myriotricha
Habenaria myriotricha är en orkidéart som beskrevs av François Gagnepain. Habenaria myriotricha ingår i släktet Habenaria och familjen orkidéer. Inga underarter finns listade i Catalogue of Life.

## Bildgalleri

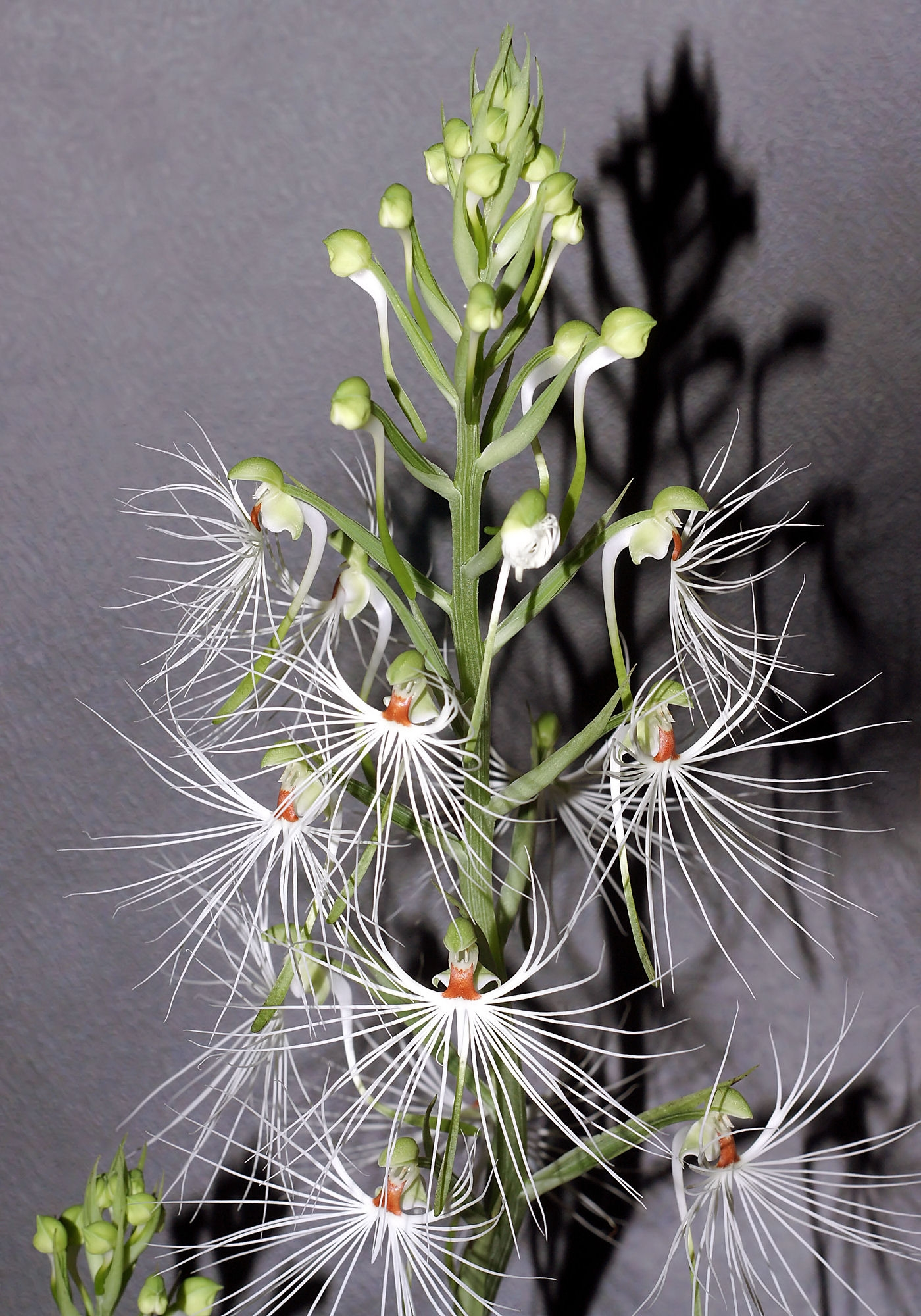
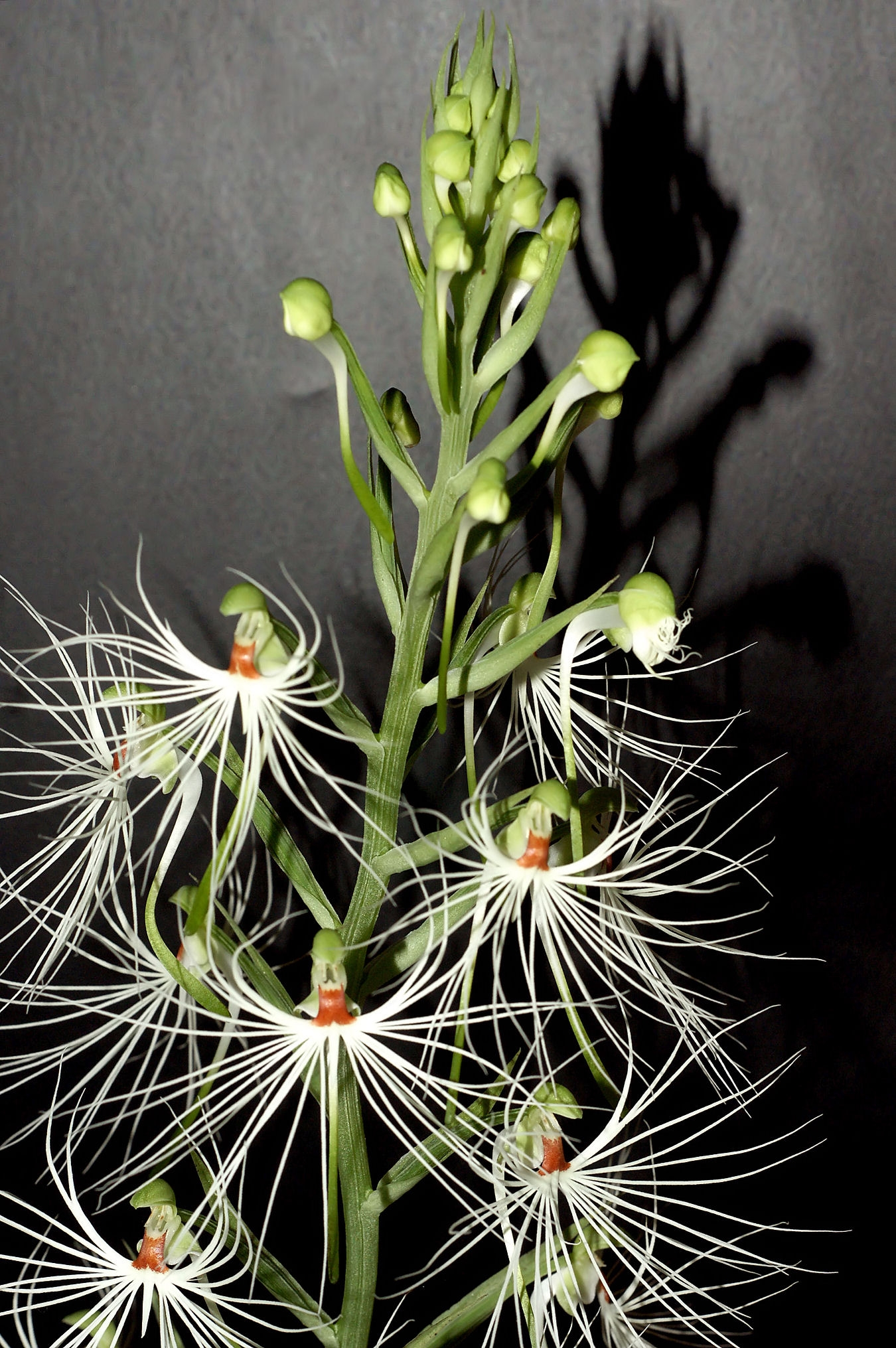